# Портрет старої жінки (Мемлінг)
«Портрет старої жінки» (нід. Portret van een oude vrouw, англ. Portrait of an Old Woman) — картина, написана фламандським художником Гансом Мемлінгом (Hans Memling,1433 / 1435—1494) у 1468—1470 роках. Картина перебуває в постійній експозиції Х'юстонського музею образотворчих мистецтв (Museum of Fine Arts, Houston) як частина колекції Едіт і Персі Штраусів (The Edith A. and Percy S. Straus Collection).

## Історія і опис

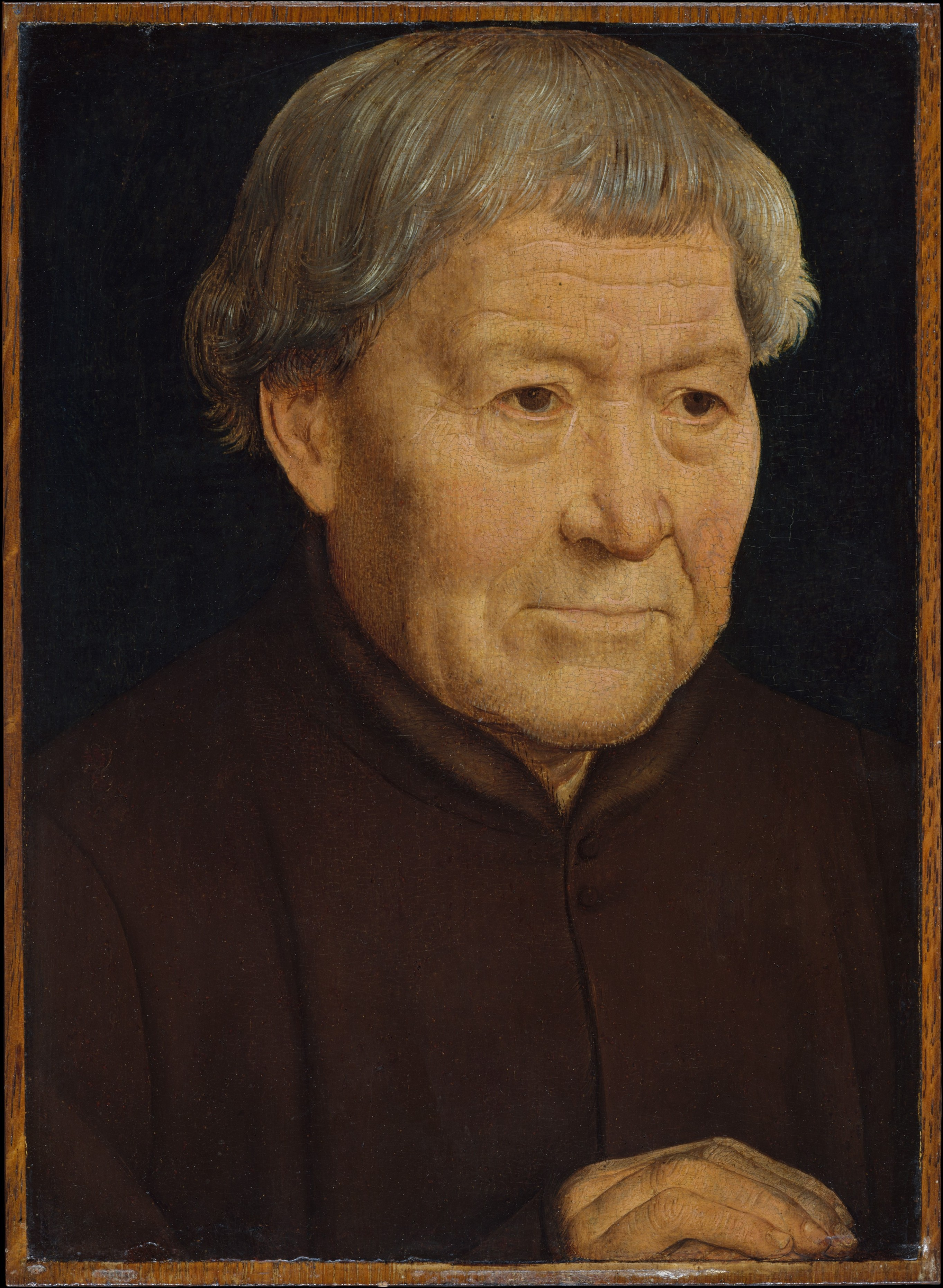
Портрет старого чоловіка, Ганс Мемлінг

Вважається, що цей портрет літньої жінки становив диптих із «Портретом старого чоловіка» (імовірно, її чоловіка), який наразі перебуває в колекції музею Метрополітен у Нью-Йорку. Це припущення було вперше висловлено мистецтвознавцем Джеком Шрадером (Jack Schrader) у 1970 році.
Незважаючи на невеликий розмір картини (25,6 × 17,7 см), деталі обличчя і головного убору жінки (яка, мабуть, належить до середнього класу) написані дуже ретельно, що було характерно для стилю Мемлінга, який вважається послідовником Рогіра ван дер Вейдена. Рентгенівський аналіз показав, що тканина, яка покриває голову жінки, була додана художником пізніше — швидше за все, після смерті її чоловіка, позаяк такі головні убори в той час носили вдови.
Це не єдина картина художника з такою назвою — також відома інша картина Мемлінга «Портрет літньої жінки», написана у 1470—1475 роках і зберігається у Луврі.